# Eloise (canción de 1968)
«Eloise» es una canción publicada por primera vez en 1968 en el sello MGM. Fue cantada por Barry Ryan y escrita por su hermano gemelo Paul Ryan. Con una duración de poco más de cinco minutos, contó con una fuerte orquestación, voces melodramáticas y un breve interludio lento. Vendió tres millones de copias en todo el mundo, y alcanzó el número 2 en el UK Singles Chart según lo publicado por Record Retailer, pero alcanzó el número 1 en las listas de NME y Melody Maker. Encabezó las listas de éxitos en 17 países, incluyendo Italia y Australia. Ryan también lanzó una versión en italiano de la canción en 1968.

## Otras Versiones

### Versión de The Damned
En la parte posterior del éxito comercial del álbum Phantasmagoria de 1985, The Damned lanzó su versión de la canción como sencillo en 1986. Alcanzó el número 3 en el UK Singles Chart, impulsado por dos versiones diferentes de 12 pulgadas. No se incluyó en ningún álbum de estudio, pero desde entonces se ha publicado en varias compilaciones de Damned. 
MCA también editó el sencillo en Alemania, Australia, Francia, Irlanda, Italia, Japón, Nueva Zelanda y Sudáfrica.

### Versión de Tino Casal
El músico español Tino Casal lanzó una versión tecno-pop en 1987 en su álbum Lágrimas de cocodrilo. «Eloise» fue uno de sus mayores éxitos, consiguió ser número uno durante varias semanas en España y alcanzó el número uno en junio de 1988 en Los 40 principales.
Tras una larga convalecencia al haber sufrido una necrosis en ambas piernas por un esguince mal tratado, el locutor Julián Ruiz, amigo de Casal, le propuso grabar «Eloise» para retornar a los escenarios.
Este tema se ha convertido con el tiempo en todo un clásico del pop español y uno de los temas más recordados de Casal. Las voces para esta canción se tardaron en grabar una semana en el Estudio 1 de Abbey Road con la Royal Philarmonic Orchestra y arreglos de Andrew Powell. El presupuesto para las grabaciones fue de unos 12 000 euros. La letra fue creada de nuevo por Casal, así como el vestuario para la grabación del videoclip, un traje de lentejuelas azul aguamarina.
Tras el éxito de la canción, Tino Casal grabó una versión extendida del tema en el estudio Eurosonic.
Esta versión apareció en la banda sonora de la película de 2012 REC 3: Génesis.

### Otras versiones realizadas
- La estrella del pop francés Claude François lanzó una versión en 1968 en su álbum del mismo nombre.
- El cantante finlandés Tapani Kansa incluyó una versión en idioma finés en su álbum homónimo de 1969.
- Johnny Dynamo y Los Leos grabaron en 1969 para Discos Orfeón una versión en español que tuvo gran éxito en el mercado mexicano.
- James Last incluyó una versión abreviada en su álbum de 1969, Non Stop Dancing 8.
- El cantante quebequense Donald Lautrec lanzó una versión en francés en su álbum homónimo de 1969.
- Karel Gott lanzó una versión en checo de "Eloise" en 1969 en su álbum Poslouchejte! Karel Gott Zpívá Lásku Bláznivou a Další Hity.
- El chileno Buddy Richard versionó la canción en su álbum en vivo Buddy Richard en el Astor, grabado el 10 de diciembre de 1969.
- La cantante italiana Mina incluyó "Eloise" en su álbum de versiones de 1985 Finalmente ho conosciuto il conte Dracula vol. 1.
- El cantante italiano Mino Reitano cubrió la canción en su álbum de 1985, Isola D'Amore.
- Robin McAuley, excantante de la banda Grand Prix. lanzó una versión en solitario de la melodía como sencillo en 1985, justo antes de formar McAuley Schenker Group.
- En 2001, la cantante italiana Spagna grabó la canción para su álbum de covers La nostra canzone, y también la lanzó como el segundo sencillo del álbum.
- Leningrad Cowboys cubrió la canción en su álbum en vivo de 2003, Global Balalaika Show.
- Howard Kaylan cubrió la canción en su álbum solista de 2005 Dust Bunnies.
- Banda de danza australiana Art vs. Science probó el coro instrumental en su sexto sencillo, "With Thoughts", del álbum de 2011 The Experiment.
- La banda española de heavy metal Stravaganzza lanzó una versión de la versión en español de Tino Casal, que apareció en su álbum Requiem 2014 (Tercer Acto).
- Una versión de las características de la canción en el álbum recopilatorio de 2016 The Very Best of The Associates.